# Axostyle

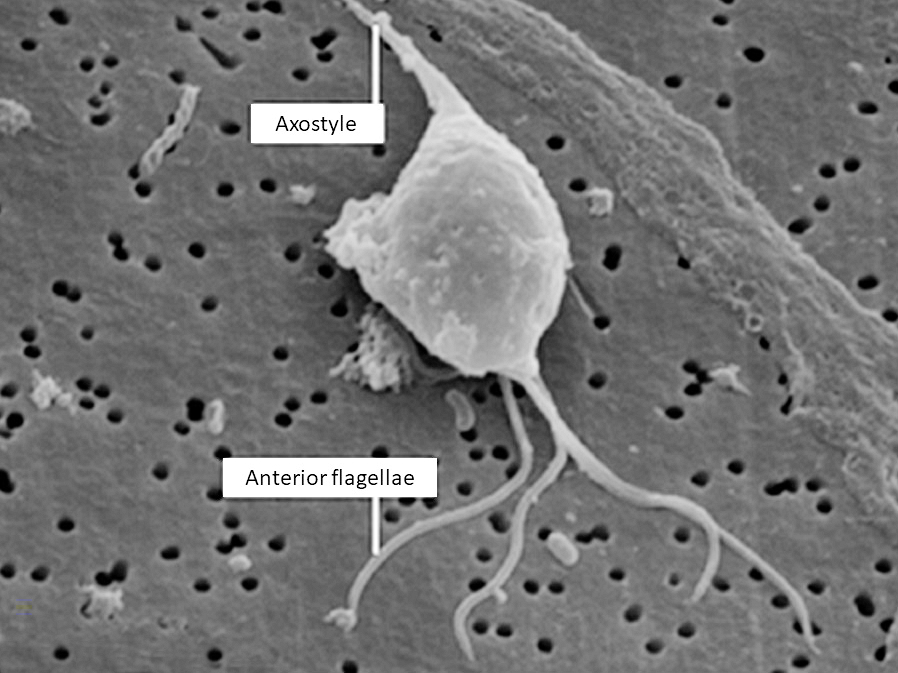
Représentation de la morphologie de Trichomonas gallinae par microscopie électronique avec localisation de l'axostyle.

Un axostyle est une feuille de microtubules trouvée chez certains eucaryotes microbiens. Il part de la base du flagelle, se projetant parfois au-delà de la cellule, est souvent souple ou contractile, et peut donc être impliqué dans le mouvement et fournit un soutien  pour la cellule. Les axostyles proviennent d'une association avec une racine microtubulaire flagellaire  et se rencontrent dans deux groupes : les oxymonades  et parabasalides. Ils ont alors des structures différentes et ne sont pas homologues. Chez les Trichomonadida, il a été considéré que l'axostyle participe à la locomotion et à l'adhésion cellulaire, ainsi qu'à la caryocinèse pendant la division cellulaire,,.